# Nerodia fasciata
Espèce
Synonymes
- Coluber fasciatus Linnaeus, 1766
- Tropidonotus pogonias Duméril & Bibron, 1854
- Tropidonotus bisectus Cope, 1887
- Natrix fasciata confluens Blanchard, 1923
- Natrix fasciata pictiventris Cope, 1895

Statut de conservation UICN

 LC  : Préoccupation mineure
Nerodia fasciata est une espèce de serpents de la famille des Natricidae. 

## Répartition
Cette espèce est endémique des États-Unis. Elle se rencontre dans l'est du Texas, dans le sud-est de l'Oklahoma, en Louisiane, dans l'Arkansas, dans l'ouest du Mississippi, dans le sud de l'Alabama, en Géorgie, en Caroline du Sud, dans l'Illinois, en Floride, en Caroline du Nord et dans le sud-est du Missouri.

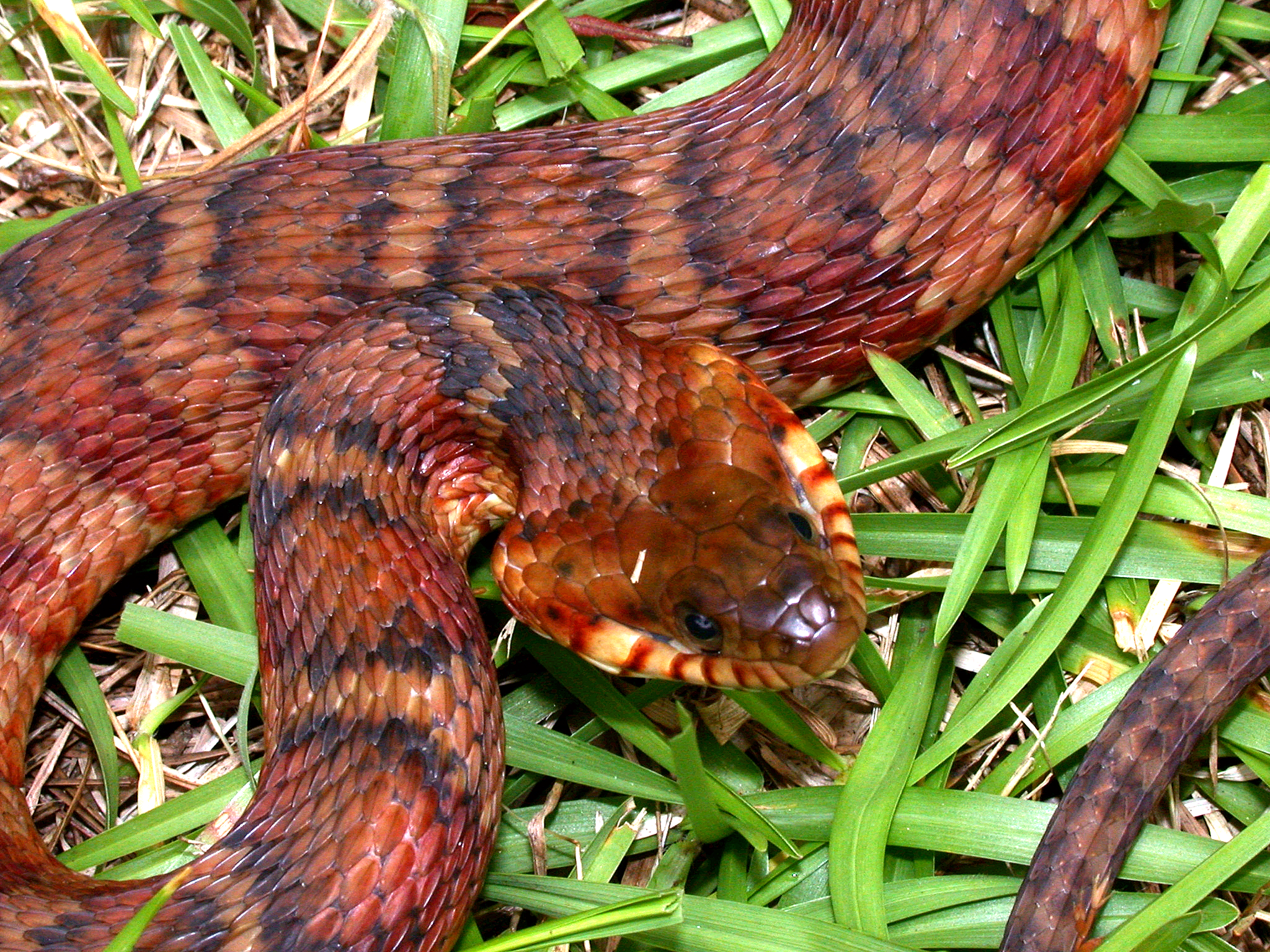

## Description
Ce serpent vivipare atteint 60 à 70 cm et est gris, vert pâle ou brun, avec des bandes sombres (chez les individus sombres les bandes sont presque invisibles). La tête est plate, avec un corps assez épais.

## Liste des sous-espèces
Selon The Reptile Database (10 septembre 2013) :
- Nerodia fasciata confluens (Blanchard, 1923)
- Nerodia fasciata fasciata (Linnaeus, 1766)
- Nerodia fasciata pictiventris (Cope, 1895)

## Publications originales
- Blanchard, 1923 : A new North American snake of the genus Natrix. Occasional Papers of the Museum of Zoology, University of Michigan, no 140, p. 1-6 (texte intégral)..
- Cope, 1895 : On some North American Snakes. The American Naturalist, vol. 29, p. 676-680 (texte intégral).
- Linnaeus, 1766 : Systema naturae per regna tria naturae, secundum classes, ordines, genera, species, cum characteribus, differentiis, synonymis, locis, Tomus I. Editio duodecima, reformata. Laurentii Salvii, Stockholm, Holmiae, p. 1-532 (texte intégral).